# Gideon (альбом Кенни Роджерса)
Gideon — девятый студийный альбом американского кантри-певца Кенни Роджерса, вышедший в 1980 году на лейбле United Artists Group. Продюсером были сам Роджерс и Ларри Батлер. Диск возглавил кантри-чарт США и был на 12-м месте в основном хит-параде Billboard Top LPs & Tape; получил платиновую сертификацию в Канаде и США.

## Об альбоме
Альбом получил положительные отзывы музыкальных критиков и интернет-изданий.
Диск возглавил кантри-чарт США и был на 12-м месте в основном хит-параде Billboard Top LPs & Tape; получил платиновую сертификацию в Канаде и США. Он включает хит «Don’t Fall in Love with a Dreamer» (дуэт с Ким Карнс, которая написала весь альбом вместе со своим мужем Дэйвом Эллингсоном).
Gideon это концептуальный альбом о техасском ковбое, и все песни посвящены этой теме. Альбом - это взгляд на его жизнь в ретроспективе. В первой песне «Gideon Tanner» известно, что Гидеон мёртв. Эта и большинство других песен исполнены с точки зрения самого персонажа. Хотя единственным выпущенным синглом альбома был «Don’t Fall in Love with a Dreamer», песня «Saying Goodbye» была выпущена на стороне «Б» популярного сингл Роджерса «Love the World Away».

## Список композиций
Слова и музыка всех песен — Ким Карнс и Дэвид М. Эллингсон.
| №   | Название                                                 | Длительность |
| --- | -------------------------------------------------------- | ------------ |
| 1.  | «Goin’ Home to the Rock» (intro)                         | 0:40         |
| 2.  | «Gideon Tanner»                                          | 2:34         |
| 3.  | «No Good Texas Rounder»                                  | 4:11         |
| 4.  | «Don’t Fall in Love with a Dreamer» (вместе с Ким Карнс) | 3:39         |
| 5.  | «The Buckeroos»                                          | 3:16         |
| 6.  | «You Were a Good Friend»                                 | 3:53         |
| 7.  | «Call Me Up (The Phone Is in the Cradle)»                | 3:17         |
| 8.  | «These Chains»                                           | 3:22         |
| 9.  | «Somebody Help Me»                                       | 2:51         |
| 10. | «One Place in the Night»                                 | 2:59         |
| 11. | «Sayin’ Goodbye»                                         | 3:25         |
| 12. | «Goin’ Home to the Rock» (reprise)                       | 0:58         |

## Позиции в хит-парадах
| Хит-парад (1980)                   | Высшая позиция | Пребывание |
| ---------------------------------- | -------------- | ---------- |
| Австралия (Kent Music Report)      | 31             | нет данных |
| Канада (RPM Country Albums)        | 1              | 12 недель  |
| Канада (RPM Albums Chart)          | 5              | 23 недели  |
| Новая Зеландия (RMNZ)              | 48             | 1 неделя   |
| США (Billboard Top Country Albums) | 1              | 45 недель  |
| США (Billboard 200)                | 12             | 34 недели  |

| Хит-парад (1980)                   | Позиция |
| ---------------------------------- | ------- |
| Канада (RPM Year-End)              | 22      |
| США (Billboard Top Country Albums) | 11      |
| США (Billboard Top Popular Albums) | 71      |

## Сертификации
| Регион                                                      | Сертификация  | Продажи    |
| ----------------------------------------------------------- | ------------- | ---------- |
| Канада (Music Canada)                                       | 2× Платиновый | 200 000^   |
| США (RIAA)                                                  | Платиновый    | 1 000 000^ |
| Япония                                                      | —             | 40 000     |
| ^ Данные о тиражах приведены только на основе сертификации. |               |            |